# Дунавски звуци
„Дунавски звуци“ е български хор, основан през 1936 г. в Русе. През 1960 г. хорът става част от Русенската филхармония. От 1970 до 2007 г. диригент и главен художествен ръководител е маестро Михаил Ангелов, който e художествен консултант. Настоящ диригент на хора е Найден Тодоров.
Хорът е ръководен от големи български диригенти като проф. Саша Попов, Добрин Петков, Ромео Райчев, Алипи Найденов, Милен Начев, както и от чужденци: Рикардо Мути, Жан-Клод Казадесю, Хайнц Рьогнер, Нино Боноволонта, Рой Бохана, Стивън Меркурио, Рейналд Джованинети, Ханс Цимер, Гюрер Айкал, Емануел Пласон, Марк Кадин, Йосиф Конта, Вирон Фидецис и др.
Хор „Дунавски звуци“ има записи за БНР, БНТ, за Френското национално радио, БиБиСи, Гръцката телевизия. Има издаден компакт диск с кантатата „Иван Грозни“ от Прокофиев.
Разнообразният репертоар на хора включва:
- множество акапелни произведения, българска православна и хорова класика.
- кантатно-ораториални произведения от Бетховен, Верди, Росини, Моцарт, Прокофиев, Орф.
- меси от Хайдн, Берлиоз, Перголези, Дворжак, Петридис, Рамирес и др.
- популярни хорове от опери на Верди, Бизе, Мусоргски, Бородин, Белини, Пучини, Вагнер и др.

Хорът е носител на множество призове от национални и международни фестивали и конкурси. Отличен е с ордена „Св. св. Кирил и Методий“ – II степен.
Имал е многократни гастроли по европейските и световните сцени. Има съвместни концерти с известни солисти, между които Анна Томова-Синтова, Александрина Милчева, Валери Попова, Александрина Пендачанска, Мирела Френи, Катя Ричарели, Фиоренца Коссото, Джузепе Морино, Енрике Виана и други. Хорът е партнирал на всички български оркестри, както и на Оркестъра на френското национално радио, „Гевандхауз“ оркестър, Берлински и Букурещки радооркестри, Атинския държавен симфоничен оркестър, Филхармониите на Лил (Франция), Линц (Австрия), Солун (Гърция), Букурещ (Румъния), Любляна (Словения), Киев (Украйна).